# Anna Abrikosova
Anna Ivanovna Abrikosova (rus. ćir. Анна Ивановна Абрикосова; Moskva, 23. siječnja 1882. – Moskva, 23. srpnja 1936.), znana i kao Majka Katarina Sijenska (rus. ćir. Екатери́на Сие́нская) ili samo Majka Katarina, bila je ruska grkokatolička redovnica, prevoditeljica i žrtva staljinističkih progona s naslovom Službenice Božje. Utemeljila je grkokatoličku zajednicu dominikanki trećoretki čije je progone u sovjetskom režimu Aleksandar Solženjicin opisao u prvome svesku svojega Arhipelaga Gulag.

## Obitelj
Rođena je u obitelji industrijalaca, vlasnika tvrtke službena dobavljača slastica za ruski carski dvor. Majka Anna Dmitrievna (rođ. Arbuzova) umrla je pri porodu, a otac Ivan Aleksejević deset dana poslije od tuberkuloze. Pokopani su na Aleksejevu groblju u Moskvi. Djecu je posvojio i odgojio očev ujak Nikolaj Aleksejevič Abrikosov. Brat Dmitri Ivanović bio je službenik u Ministarstvu vanjskih poslova Ruskoga Carstva, a drugi brat Aleksej Ivanovič Lenjinov balzamer i Staljinov osobni liječnik. Premda se obitelj izjašnjavala pravoslavcima, rijetko su pohađali bogoslužje.

## Brak i početak redovništva
Maturirala je u Prvome ženskom liceju u Moskvi 1899. Upisala je učiteljsku školu, u kojoj je doživljavala ostracizam zbog pripadnosti dobrostojećoj obitelji. Od 1901. do 1903. studirala je povijest na Girton Collegeu u Engleskoj (sastavnici Oxforda), no nije diplomirala. Nakon povratka u Moskvu prihvaća prosidbu bratića Vladimira Abrikosova, što se nije svidjelo njezinu bratu Dmitriju, tada dužnosniku u ruskome veleposlanstvu u Londonu. Kako ju pismima nije uspio uvjeriti u poništavanje zaruka, tako joj je prestao pisati. Kao bratić i sestrična Anna i Vladimir imali su poteškoća s dogovaranjem pravoslavnoga vjenčanja, no naposljetku su se uspjeli crkveno vjenčati.
Sljedeće desetljeće bračni je par proveo putujući Italijom, Švicarskom i Francuskom. Prijateljstvo s ruskom kraljevnom Marijom Mihailovič Volkonskajom te čitanje Dijaloga Katarine Sijenske potaknuli su je da se obrati na katoličanstvo. Članicom Katoličke Crkve postala je 20. prosinca 1908. u pariškoj župnoj crkvi sv. Marije Magdalene. Počela se zanimati za dominikansku duhovnost čitajući Lacordaireov životopis sv. Dominika. Godinu i jedan dan nakon svojega ulaska u Crkvu, 21. prosinca 1909., jednako je postupio i njezin suprug Vladimir. Bračni par pisao je papi Piu X. s molbom prihvaćanja u Rimokatoličku Crkvu s obzirom na to da su obraćenjem postali grkokatolicima. Papa im je molbu, pozivajući se na Orientalium dignitas, odbio brzojavom poslanim na njihovu moskovsku adresu. Par se vratio u Moskvu 1910., gdje su se priključili dominikancima trećoredcima u crkvi sv. Luja Francuskoga. Sa završetkom Veljačke revolucije par je počela nadzirati ruska tajna policija, a uhićenje im je spriječeno prisilnim odreknućem cara Nikole II. Dana 17. svibnja 1917. Vladimir je zaređen za grkokatoličkoga svećenika, a Anna je, na blagdan sv. Dominika u kolovozu iste godine, položila redovničke zavjete uzimajući redovničko ime Katarina' te utemeljujući uskoro grkokatolički ogranak dominikanskih trećoredaca, kojemu se pridružuje nekoliko zavjetnica. Uz redovna tri zavjeta pristupnice su položile i četvrti zavjet, podnošenje patnji za spas Rusije.

## Progoni
Novoosnovanu družbu nakon Listopadske revolucije počinje nadzirati Čeka. Dana 17. kolovoza 1922., tijekom Vazmenoga bdijenja, članovi Državnoga političkoga direktorata provaljuju u kongregaciju, uhićuju svećenike Vladimira Abrikosova i Dmitrija Kuzmin-Karavajeva (bivšega staroboljševika) i osuđuju ih na smrtnu kaznu strijeljanjem. Kazna je preinačena u trajno progonstvo i deportaciju na Zapad. Katarini i njezinoj svekrvi bio je ponuđen odlazak u Pariz, no ona je ponudu odbila. S ocem Nikolajem uskoro u tajnosti osniva katoličku školu za djecu župljana, o čemu je u svojim sjećanjima posvjedočila kći oca Nikolaja, Ekaterina Nikolaevna Mihailova, kao učenica te škole. Abrikosova se pokazala dobrom pedagoginjom koju su, prema svjedočanstvima susestara i suradnika, djeca poštovala i voljela. Tijekom političkih previranja i uspona boljševika na vlast Majka Katarina pisala je kraljevni Volkonskaji prepričavajući joj događaje iz škole i iznoseći strahove od mogućih progona.
Za velike ruske gladi 1921. – 1922. Majka Katarina pisala je u Rim tražeći pomoć za kongregaciju i dolazak isusovačke papinske misije u Moskvu. Uskoro je uhićuju članovi Sjedinjene gospodarsko-političke uprave (OGPU-a) koji su, prema službenom izvještaju s ispitivanja iz Središnjega arhiva FSB-a, označili školu terorističkom organizacijom za »izobrazbu djece u religijsko-fašističkomu duhu« i zavjerenicima protiv sovjetskih vlasti. Prema izvještaju, za suurotnike su navedeni Sveta Stolica, Litva, Poljska, Simon Petilura, metropolit Ukrajinske grkokatoličke Crkve Andrej Šetijtski, veliki vojvoda Kiril Vladimirovič, vlada kraljevske obitelji Romanov u progonstvu, »Vrhovno monarhijsko vijeće« i »međunarodni fašizam«. Vrhovni kolegij OGPU-a osudio je Majku Katarinu na deset godina samice u Jaroslavlju. Nakon oboljenja od raka dojke u svibnju 1932. premješta se u zatvor Butjirka na operacijski zahvat, kojim joj je uklonjena lijeva dojka te dio mišića. U međuvremenu se Ekaterina Peškova založila kod Staljina za njezino otpuštanje iz zatvora. Dana 14. kolovoza 1932. izlazi iz Butjirke, i odlazi u crkvu sv. Luja u Parizu. Usprkos upozorenjima o mogućim opasnostima i oslabljena zdravlja, Majka Katarina stupa u kontakt sa svojim sestrama.
Nedugo nakon uspostavljanja kontakta s preživjelim članicama kongregacije u kolovozu 1933. nju i još 24 katolika uhićuje NKVD. NKVD je kongregaciju označio »terorističkom organizacijom«, a uhićenike optužio za urotništvo i pokušaj atentata na Staljina te rušenje Komunističke partije SSSR-a radi uspostave parlamentarne monarhije na čelu s Romanovima u suradnji s »međunarodnim fašizmom« i »papinskom teokracijom«. Nakon što je proglašena krivom, Majka Katarina utamničena je u političkom zatvoru u Jaroslavlju. Umrla je u zatvoru Butjirka 23. srpnja 1936., a tijelo joj je kremirano i pokopano u masovnoj grobnici groblju u moskovskom Donskoju.

## Djela
Prevela je životopis sv. Dominika francuskoga dominikanca Jean-Baptistea Henria Lacordairea. Prijevod je objavljen anonimno 1916., a nakon raspada SSSR-a objavljen je 1991. pretisak. Uoči izbijanja Listopadske revolucije prevela je distopijski roman Gospodar svijeta Roberta Hugha Bensona, no prijevod je izgubljen. Pisala je meditacije i prevodila asketske spise za članice kongregacije.

## Prijedlozi za daljnje čitanje
- Parfentev, Pavel: Anna Abrikosova, La Nuova Europa, ISBN 978-88-87240-48-5 nevaljani ISBN.

## Vanjske poveznice
- Dokumentarac